# مت مک‌دونالد
مت مک‌دونالد (انگلیسی: Matt Macdonald؛ زادهٔ ۱۵ مارس ۱۹۹۹) قایقران روئینگ اهل نیوزیلند است.